# Nivala
Nivala is een gemeente en stad in de Finse provincie Oulu en in de Finse regio Noord-Österbotten. De gemeente heeft een landoppervlakte van 527,18 km² en telt 10.419 inwoners (2022).

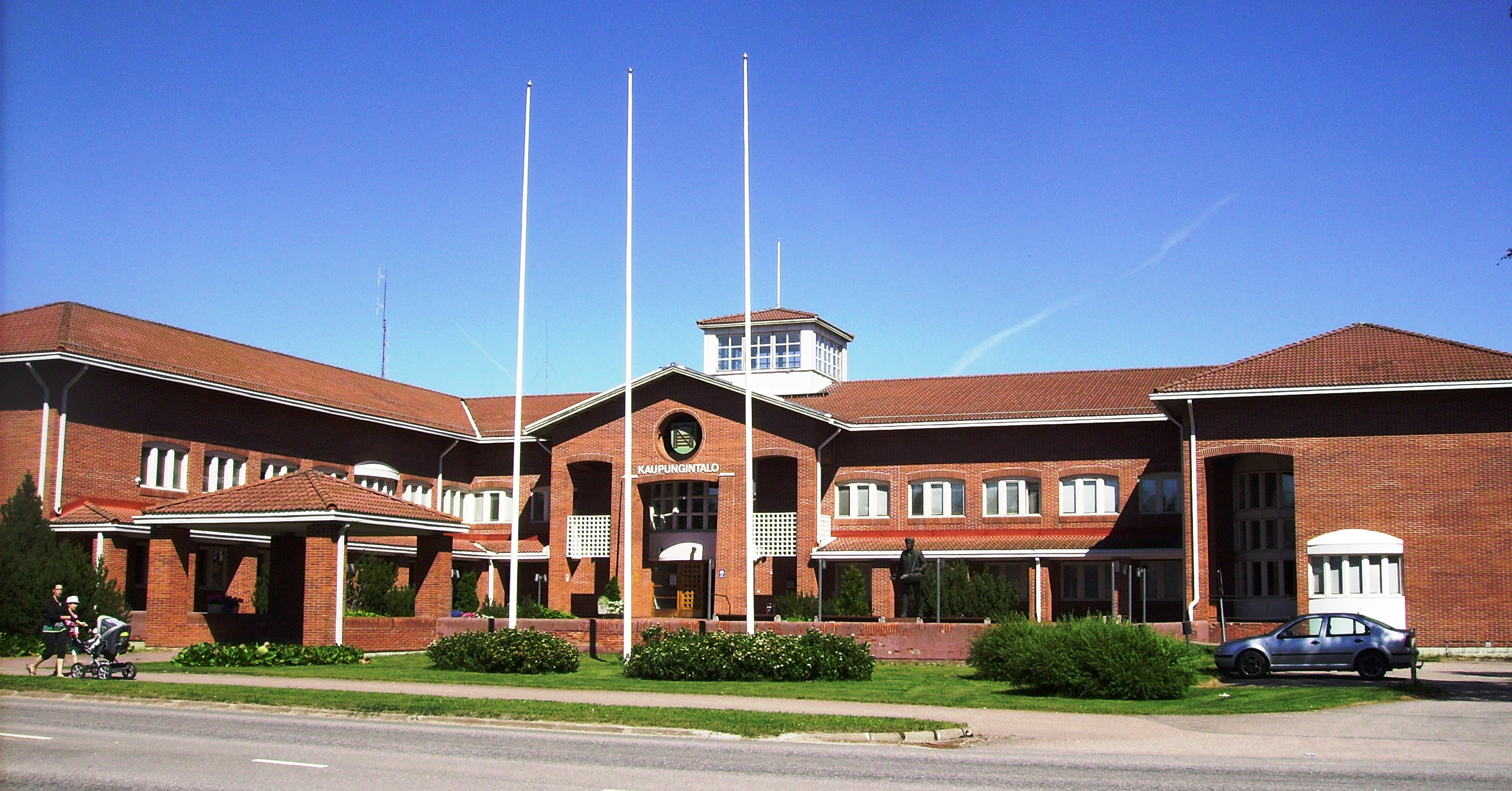
Stadhuis
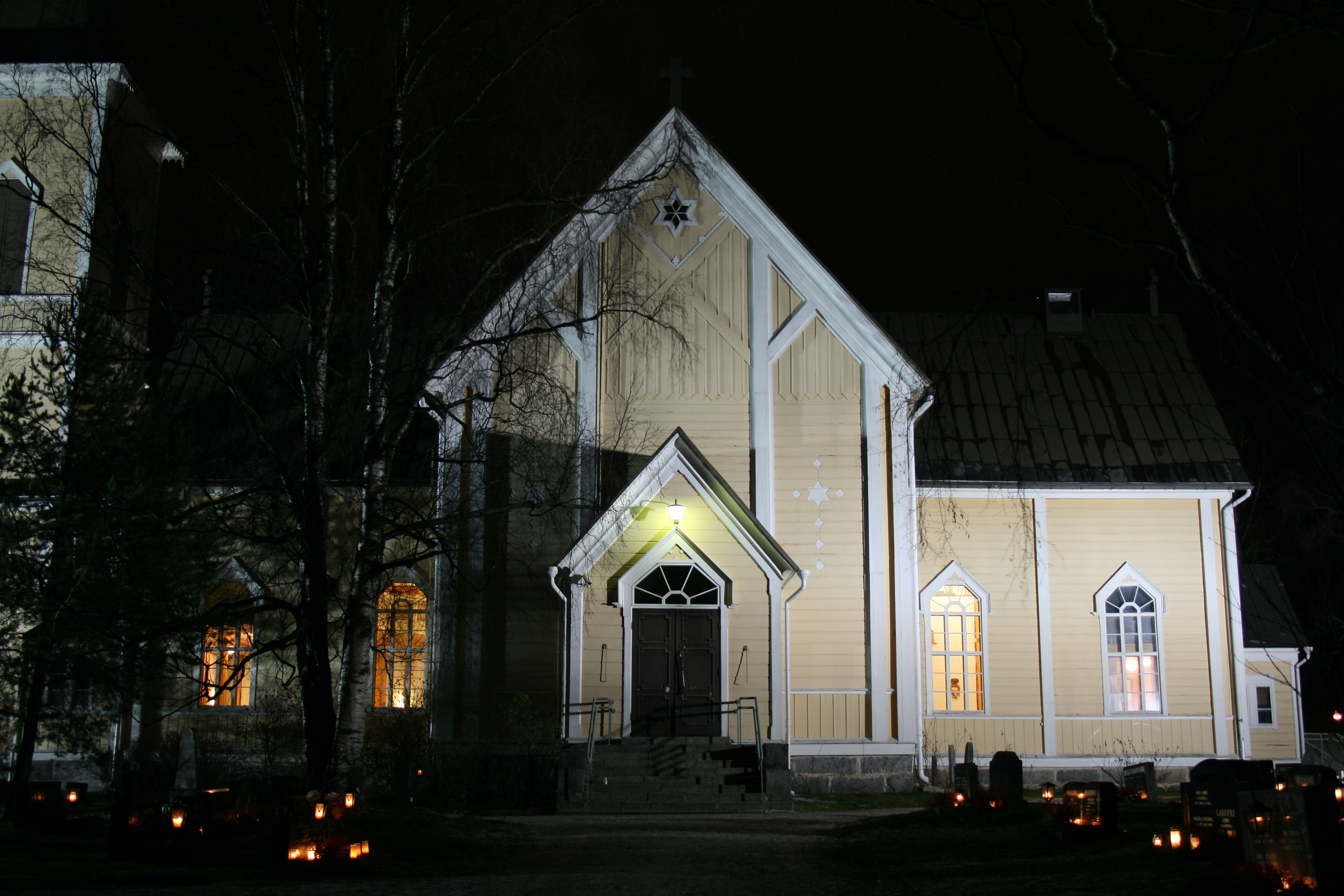
Kerk in Nivala